# Dendroleon qionganus
Dendroleon qionganus är en insektsart som beskrevs av C.-k. Yang in C.-k. Yang och X.-l. Wang 2002. Dendroleon qionganus ingår i släktet Dendroleon och familjen myrlejonsländor. Inga underarter finns listade i Catalogue of Life.